# Een groene val
Een groene val is het 23ste album uit de stripreeks Marsupilami. Het scenario werd geschreven door Stéphan Colman. Batem tekende het verhaal.
Net als de drie voorgaande albums bevat dit album een kritische noot over het kappen van de regenwouden. Net als die drie albums is ook dit album gedrukt op papier afkomstig van FSC-gecertificeerd hout en van andere gecontroleerde bronnen (die weinig tot geen slechte impact hebben op mens en omgeving).
Een groene val is gebaseerd op het verhaal voor de Marsupilamitekenfilm Croc Vert van Cyril Tisz en Guillaume Enard. Achteraf vertelde tekenaar Batem dat het tekenen van de albums gebaseerd op de tekenfilmreeks, zoals dit album, hem het minst beviel. Er moest te veel rekening worden gehouden het verhaal van de tekenfilm. Het verhaal is in een dagboekstijl geschreven waarbij de tekeningen de tekstjes van hoofdrolspeler Hector Forrest schijnbaar ondersteunen.

## Verhaal
Diana Forrest en haar neef Hector trekken het oerwoud van Palombië in op zoek naar een bloem. Na enkele dagen vinden ze de bloem. Op de vindplaats bouwen ze hun kamp, maar nog enkele dagen later wordt een deel van hun voedselvoorraad gestolen. De dader blijft spoorloos. Wat later maken de twee mensen ook kennis met de Marsupilami, die hun kamp beschermt en het helpt uitbouwen. De dagen verstrijken zonder veel problemen, maar op een dag wordt de voedselvoorraad weer gedeeltelijk gestolen. Van de dader is geen spoor.
Een zekere Felicia is intussen plannen aan het smeden om het oerwoud te vernielen om er een grote stad uit te bouwen. Haar architect brengt haar op de hoogte van het bestaan van de Ventrocabra, een monster dat eens in de duizend jaar actief wordt, maar dan wel enorme schade kan aanrichten. De medicijnman van de Chahuta-indianen, Khebcheenteevé, licht de Forrests intussen over hetzelfde in en vult aan dat alleen liefde de honger van het monster zou kunnen stillen.
Hector wil het monster vragen het oerwoud gerust te laten terwijl Felicia er twee mannen op uitstuurt om het monster te vangen en voor haar te laten gebruiken. Hector krijgt gezelschap van de Marsupilami. Het is uiteindelijk Diana die het monster te zien krijgt. Ze slaat ter verdediging een paraplu open, een voorwerp waar het monster wel wat voor voelt. Zijn eetlust is meteen getemperd, Diana en de paraplu worden zijn maatjes.
Hector en Felicia's mannen vinden op dat moment het hol van het monster. Een van de twee gangsters heeft het intussen ook begrepen op de Marsupilami en stuurt zijn metgezel erop af. Hector en de Marsupilami vluchten het hol van het monster in en ontsnappen langs een andere uitgang. De twee gangsters worden echter verrast door het monster. Felicia kan haar plannen vergeten. Hector gaat terug naar zijn tante, die niets verklapt over haar ontmoeting. Het leven in het kamp gaat hierna weer min of meer zijn gewone gangetje.